# Get Back (ASAP)
"Get Back (ASAP)" is de tweede single van de Roemeense zangeres Alexandra Stan, die de internationale hitparades haalde.

## Videoclip
In samenwerking met MediaPro Music is er een videoclip gemaakt van "Get Back (ASAP)". Deze videoclip sluit deels aan op de videoclip van het nummer "Mr. Saxobeat". De videoclip speelt zich af in een saloon in het Wilde Westen waar Alexandra Stan enerzijds voor een publiek gaat zingen en anderzijds pokert met de plaatselijke schurk. Al snel komen er mensen van de politie binnen die haar aan het zoeken zijn. Er worden pistolen getrokken door de agenten. De schurk slaat de agenten weg, waardoor een gevecht ontstaat in het café en de zangeres vlucht.

## Hitnoteringen

### Nederlandse Top 40
| Hitnotering: 03-09-2011 t/m 05-11-2011 | Hitnotering: 03-09-2011 t/m 05-11-2011 | Hitnotering: 03-09-2011 t/m 05-11-2011 | Hitnotering: 03-09-2011 t/m 05-11-2011 | Hitnotering: 03-09-2011 t/m 05-11-2011 | Hitnotering: 03-09-2011 t/m 05-11-2011 | Hitnotering: 03-09-2011 t/m 05-11-2011 | Hitnotering: 03-09-2011 t/m 05-11-2011 | Hitnotering: 03-09-2011 t/m 05-11-2011 | Hitnotering: 03-09-2011 t/m 05-11-2011 | Hitnotering: 03-09-2011 t/m 05-11-2011 | Hitnotering: 03-09-2011 t/m 05-11-2011 |
| Week:                                  | 1                                      | 2                                      | 3                                      | 4                                      | 5                                      | 6                                      | 7                                      | 8                                      | 9                                      | 10                                     |                                        |
| -------------------------------------- | -------------------------------------- | -------------------------------------- | -------------------------------------- | -------------------------------------- | -------------------------------------- | -------------------------------------- | -------------------------------------- | -------------------------------------- | -------------------------------------- | -------------------------------------- | -------------------------------------- |
| Positie:                               | 36                                     | 26                                     | 22                                     | 24                                     | 18                                     | 25                                     | 29                                     | 32                                     | 35                                     | 40                                     | uit                                    |

### NederlandseSingle Top 100
| Hitnotering: 27-08-2011 t/m 29-10-2011 | Hitnotering: 27-08-2011 t/m 29-10-2011 | Hitnotering: 27-08-2011 t/m 29-10-2011 | Hitnotering: 27-08-2011 t/m 29-10-2011 | Hitnotering: 27-08-2011 t/m 29-10-2011 | Hitnotering: 27-08-2011 t/m 29-10-2011 | Hitnotering: 27-08-2011 t/m 29-10-2011 | Hitnotering: 27-08-2011 t/m 29-10-2011 | Hitnotering: 27-08-2011 t/m 29-10-2011 | Hitnotering: 27-08-2011 t/m 29-10-2011 | Hitnotering: 27-08-2011 t/m 29-10-2011 | Hitnotering: 27-08-2011 t/m 29-10-2011 |
| Week:                                  | 1                                      | 2                                      | 3                                      | 4                                      | 5                                      | 6                                      | 7                                      | 8                                      | 9                                      | 10                                     |                                        |
| -------------------------------------- | -------------------------------------- | -------------------------------------- | -------------------------------------- | -------------------------------------- | -------------------------------------- | -------------------------------------- | -------------------------------------- | -------------------------------------- | -------------------------------------- | -------------------------------------- | -------------------------------------- |
| Positie:                               | 41                                     | 32                                     | 26                                     | 36                                     | 40                                     | 35                                     | 51                                     | 57                                     | 68                                     | 80                                     | uit                                    |